# Landkreis Marburg-Biedenkopf
Landkreis Marburg-Biedenkopf is een Landkreis in de Duitse deelstaat Hessen. Kreisstadt is de stad Marburg. De Landkreis telt 245.903 inwoners (31 december 2020) op een oppervlakte van 1.262,37 km². Op 31 december 2020 had 11,98% van de inwoners een niet-Duits staatsburgerschap (29.450 niet-Duitsers) en hadden 180 inwoners het Nederlandse staatsburgerschap.

## Steden en gemeenten

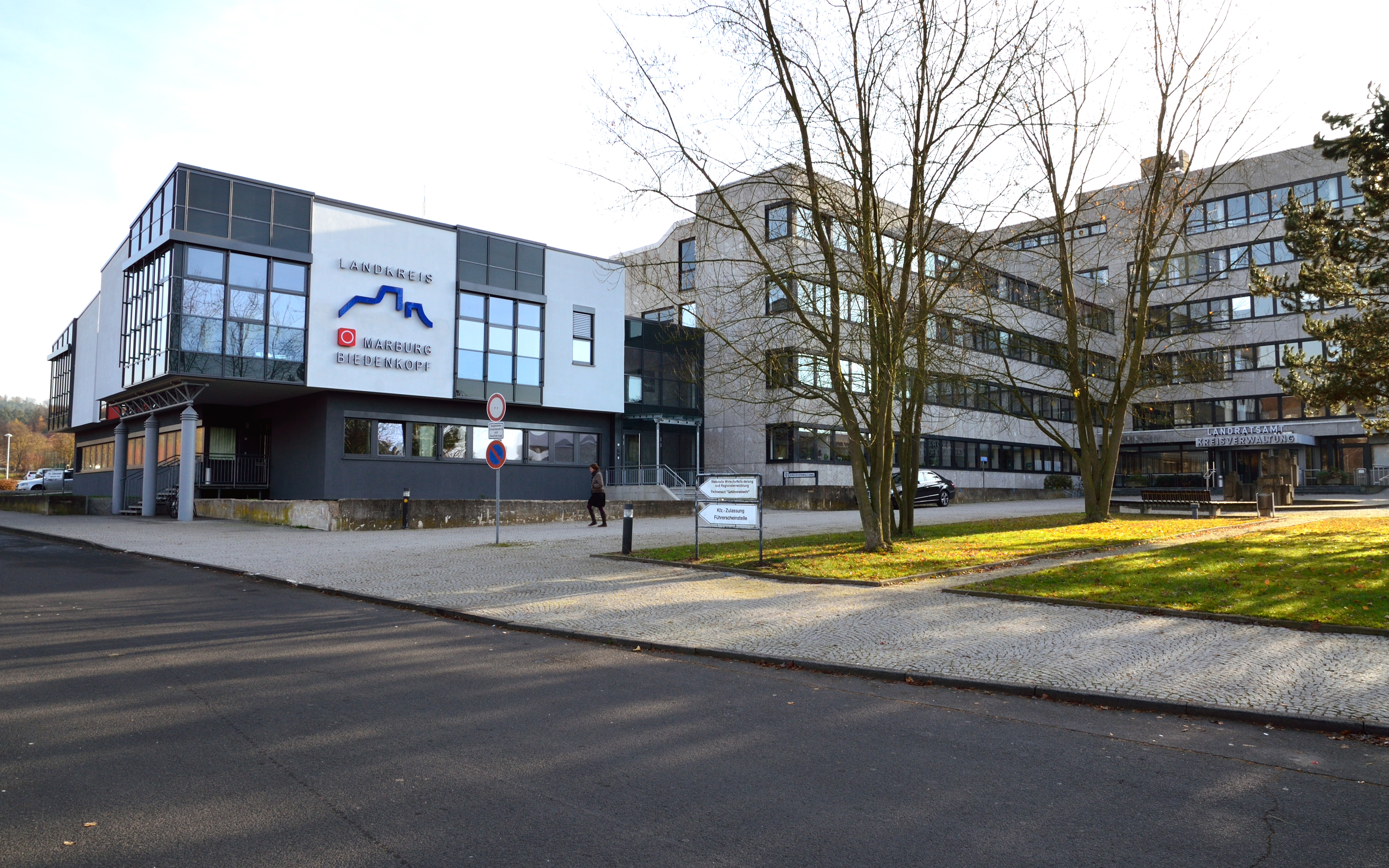
Landratsamt

(Inwoneraantal, 30. juni 2005)
| Steden - 1. Amöneburg (5330) - 2. Biedenkopf (13.766) - 3. Gladenbach (12.548) - 4. Kirchhain (16.367) - 5. Marburg (78.412) - 6. Neustadt (Hessen) (9115) - 7. Rauschenberg (4744) - 8. Stadtallendorf (21.523) - 9. Wetter (Hessen) (9355) | Gemeenten - 1. Angelburg (3723) - 2. Bad Endbach (8649) - 3. Breidenbach (6952) - 4. Cölbe (7106) - 5. Dautphetal (12.048) - 6. Ebsdorfergrund (9001) - 7. Fronhausen (4152) - 8. Lahntal (6929) - 9. Lohra (5779) - 10. Münchhausen (3606) - 11. Steffenberg (4386) - 12. Weimar (Lahn) (7553) - 13. Wohratal (2514) |

Bergstraße · Darmstadt · Darmstadt-Dieburg · Frankfurt am Main · Fulda · Gießen · Groß-Gerau · Hersfeld-Rotenburg · Hochtaunuskreis · Kassel (stad) · Landkreis Kassel · Lahn-Dill-Kreis · Limburg-Weilburg · Main-Kinzig-Kreis · Main-Taunus-Kreis · Marburg-Biedenkopf · Odenwaldkreis · Offenbach am Main · Landkreis Offenbach · Rheingau-Taunus-Kreis · Schwalm-Eder-Kreis · Vogelsbergkreis · Waldeck-Frankenberg · Werra-Meißner-Kreis · Wetteraukreis · Wiesbaden
Amöneburg ·
Angelburg ·
Bad Endbach ·
Biedenkopf ·
Breidenbach ·
Cölbe ·
Dautphetal ·
Ebsdorfergrund ·
Fronhausen ·
Gladenbach ·
Kirchhain ·
Lahntal ·
Lohra ·
Marburg ·
Münchhausen ·
Neustadt (Hessen) ·
Rauschenberg ·
Stadtallendorf ·
Steffenberg ·
Weimar (Lahn) ·
Wetter (Hessen) ·
Wohratal